# Élections cantonales de 2004 en Loir-et-Cher
Les élections cantonales françaises de 2004 ont lieu les 21 et 28 mars.
Lors de ces élections, 15 des 30 cantons de Loir-et-Cher sont renouvelés. Elles voient l'élection de la majorité centriste dirigée par Maurice Leroy, succédant à Michel Dupiot, président UMP du conseil général depuis 1998.

## Résultats à l'échelle du département
Répartition départementale des résultats (2d tour).
- PS (35,91 %)
- DVG (10,28 %)
- UMP (17,02 %)
- UDF (22,54 %)
- DVD (6,94 %)
- FN (7,3 %)

| Étiquette      | Étiquette                          | Premier tour | Premier tour | Second tour | Second tour | Sièges |
| Étiquette      | Étiquette                          | Voix         | %            | Voix        | %           | Sièges |
| -------------- | ---------------------------------- | ------------ | ------------ | ----------- | ----------- | ------ |
|                | Parti socialiste                   | 15 996       | 22,62        | 18 962      | 35,91       | 5      |
|                | Divers gauche                      | 6 659        | 9,42         | 5 429       | 10,28       | 1      |
|                | Parti communiste français          | 2 483        | 3,51         |             |             |        |
|                | Parti radical de gauche            | 1 233        | 1,74         |             |             |        |
|                | Les Verts                          | 1 162        | 1,64         |             |             |        |
|                | Extrême gauche                     | 971          | 1,37         |             |             |        |
| Gauche         | Gauche                             | 28 504       | 40,30        | 24 391      | 46,19       | 6      |
|                |                                    |              |              |             |             |        |
|                | Union pour la démocratie française | 12 766       | 18,05        | 11 904      | 22,54       | 6      |
|                | Union pour un mouvement populaire  | 11 486       | 16,24        | 8 988       | 17,02       | 2      |
|                | Front national                     | 10 640       | 15,04        | 3 857       | 7,30        | 0      |
|                | Divers droite                      | 6 915        | 9,78         | 3 662       | 6,94        | 1      |
|                | Extrême droite                     | 183          | 0,26         |             |             |        |
| Droite         | Droite                             | 41 990       | 59,37        | 28 411      | 53,80       | 9      |
|                |                                    |              |              |             |             |        |
|                | Divers                             | 232          | 0,33         |             |             |        |
|                |                                    |              |              |             |             |        |
| Inscrits       | Inscrits                           | 115 363      | 100,00       | 85 358      | 100,00      |        |
| Abstention     | Abstention                         | 41 428       | 35,91        | 29 371      | 34,41       |        |
| Votants        | Votants                            | 73 935       | 64,09        | 55 987      | 65,59       |        |
| Blancs et nuls | Blancs et nuls                     | 3 209        | 4,34         | 3 185       | 5,69        |        |
| Exprimés       | Exprimés                           | 70 726       | 95,66        | 52 802      | 94,31       |        |

## Résultats par canton

### Canton de Blois-2
| Candidats      | Candidats          | Étiquette      | Premier tour | Premier tour | Second tour | Second tour |
| Candidats      | Candidats          | Étiquette      | Voix         | %            | Voix        | %           |
| -------------- | ------------------ | -------------- | ------------ | ------------ | ----------- | ----------- |
|                | Michel Fromet      | PS             | 2 129        | 37,12        | 3 215       | 54,33       |
|                | Élisabeth Charrier | UMP            | 1 240        | 21,62        | 1 766       | 29,84       |
|                | Jean-Claude Guede  | DVG            | 1 116        | 19,46        | Retrait     | Retrait     |
|                | Gabriel Pequignot  | FN             | 960          | 16,74        | 937         | 15,83       |
|                | Odile Soules       | PCF            | 290          | 5,06         |             |             |
|                |                    |                |              |              |             |             |
| Inscrits       | Inscrits           | Inscrits       | 9 238        | 100,00       | 9 238       | 100,00      |
| Abstention     | Abstention         | Abstention     | 3 254        | 35,22        | 3 009       | 32,57       |
| Votants        | Votants            | Votants        | 5 984        | 64,78        | 6 229       | 67,43       |
| Blancs et nuls | Blancs et nuls     | Blancs et nuls | 249          | 4,16         | 311         | 4,99        |
| Exprimés       | Exprimés           | Exprimés       | 5 735        | 95,84        | 5 918       | 95,01       |

### Canton de Blois-3
| Candidats      | Candidats           | Étiquette      | Premier tour | Premier tour | Second tour | Second tour |
| Candidats      | Candidats           | Étiquette      | Voix         | %            | Voix        | %           |
| -------------- | ------------------- | -------------- | ------------ | ------------ | ----------- | ----------- |
|                | Geneviève Baraban*  | PS             | 2 422        | 43,88        | 3 183       | 56,21       |
|                | Martine Dutriez     | UMP            | 1 803        | 32,66        | 2 480       | 43,79       |
|                | Miguel de Peyrecave | FN             | 962          | 17,43        |             |             |
|                | Fabien Le Bec       | PCF            | 333          | 6,03         |             |             |
|                |                     |                |              |              |             |             |
| Inscrits       | Inscrits            | Inscrits       | 9 709        | 100,00       | 9 709       | 100,00      |
| Abstention     | Abstention          | Abstention     | 3 958        | 40,77        | 3 701       | 38,12       |
| Votants        | Votants             | Votants        | 5 751        | 59,23        | 6 008       | 61,88       |
| Blancs et nuls | Blancs et nuls      | Blancs et nuls | 231          | 4,02         | 345         | 5,74        |
| Exprimés       | Exprimés            | Exprimés       | 5 520        | 95,98        | 5 663       | 94,26       |

### Canton de Blois-4
| Candidats      | Candidats             | Étiquette      | Premier tour | Premier tour | Second tour | Second tour |
| Candidats      | Candidats             | Étiquette      | Voix         | %            | Voix        | %           |
| -------------- | --------------------- | -------------- | ------------ | ------------ | ----------- | ----------- |
|                | Marc Gricourt         | PS             | 1 044        | 42,40        | 1 894       | 75,52       |
|                | Michel Chassier       | FN             | 464          | 18,85        | 614         | 24,48       |
|                | Bruno Deshayes        | UMP            | 410          | 16,65        |             |             |
|                | Marie-Claude Vitali   | DVD            | 198          | 8,04         |             |             |
|                | Bernard Corriger      | Verts          | 131          | 5,32         |             |             |
|                | Jean-Benoît Delaporte | PCF            | 117          | 4,75         |             |             |
|                | Patrick Laurenceau    | EXG            | 98           | 3,98         |             |             |
|                |                       |                |              |              |             |             |
| Inscrits       | Inscrits              | Inscrits       | 5 171        | 100,00       | 5 171       | 100,00      |
| Abstention     | Abstention            | Abstention     | 2 633        | 50,92        | 2 551       | 49,33       |
| Votants        | Votants               | Votants        | 2 538        | 49,08        | 2 620       | 50,67       |
| Blancs et nuls | Blancs et nuls        | Blancs et nuls | 76           | 2,99         | 112         | 4,27        |
| Exprimés       | Exprimés              | Exprimés       | 2 462        | 97,01        | 2 508       | 95,73       |

### Canton de Bracieux
| Candidats      | Candidats             | Étiquette      | Premier tour | Premier tour | Second tour | Second tour |
| Candidats      | Candidats             | Étiquette      | Voix         | %            | Voix        | %           |
| -------------- | --------------------- | -------------- | ------------ | ------------ | ----------- | ----------- |
|                | Gilles Clément*       | DVG            | 3 743        | 49,56        | 4 435       | 56,84       |
|                | Hélène Langlais       | UMP            | 1 607        | 21,28        | 2 139       | 27,42       |
|                | Jean-Pierre Wathelet  | FN             | 1 298        | 17,19        | 1 228       | 15,74       |
|                | Danielle Mendy-Baudin | DVD            | 904          | 11,97        |             |             |
|                |                       |                |              |              |             |             |
| Inscrits       | Inscrits              | Inscrits       | 12 115       | 100,00       | 12 118      | 100,00      |
| Abstention     | Abstention            | Abstention     | 4 263        | 35,19        | 4 079       | 33,66       |
| Votants        | Votants               | Votants        | 7 852        | 64,81        | 8 039       | 66,34       |
| Blancs et nuls | Blancs et nuls        | Blancs et nuls | 300          | 3,82         | 237         | 2,95        |
| Exprimés       | Exprimés              | Exprimés       | 7 552        | 96,18        | 7 802       | 97,05       |

### Canton de Marchenoir
| Candidats      | Candidats         | Étiquette      | Premier tour | Premier tour | Second tour | Second tour |
| Candidats      | Candidats         | Étiquette      | Voix         | %            | Voix        | %           |
| -------------- | ----------------- | -------------- | ------------ | ------------ | ----------- | ----------- |
|                | André Boissonnet* | UDF            | 1 088        | 35,56        | 1 513       | 52,90       |
|                | Gilles Combredet  | DVD            | 616          | 20,13        | 1 347       | 47,10       |
|                | Nicole Combredet  | Verts          | 423          | 13,82        |             |             |
|                | Frédéric Lucereau | DVG            | 359          | 11,73        |             |             |
|                | Nathalie Pasteau  | FN             | 348          | 11,37        |             |             |
|                | André Mesas       | PCF            | 226          | 7,39         |             |             |
|                |                   |                |              |              |             |             |
| Inscrits       | Inscrits          | Inscrits       | 4 498        | 100,00       | 4 498       | 100,00      |
| Abstention     | Abstention        | Abstention     | 1 319        | 29,32        | 1 305       | 29,01       |
| Votants        | Votants           | Votants        | 3 179        | 70,68        | 3 193       | 70,99       |
| Blancs et nuls | Blancs et nuls    | Blancs et nuls | 119          | 3,74         | 333         | 10,43       |
| Exprimés       | Exprimés          | Exprimés       | 3 060        | 96,26        | 2 860       | 89,57       |

### Canton de Mondoubleau
| Candidats      | Candidats       | Étiquette      | Premier tour | Premier tour |
| Candidats      | Candidats       | Étiquette      | Voix         | %            |
| -------------- | --------------- | -------------- | ------------ | ------------ |
|                | Jean Léger      | UDF            | 1 585        | 50,96        |
|                | Roger Desoeuvre | DVD            | 412          | 13,25        |
|                | Antoine Besse   | FN             | 387          | 12,44        |
|                | Claudie Bordjah | Verts          | 329          | 10,58        |
|                | Mady Saulière   | UMP            | 266          | 8,55         |
|                | Thierry Auger   | PCF            | 131          | 4,21         |
|                |                 |                |              |              |
| Inscrits       | Inscrits        | Inscrits       | 4 978        | 100,00       |
| Abstention     | Abstention      | Abstention     | 1 690        | 33,95        |
| Votants        | Votants         | Votants        | 3 288        | 66,05        |
| Blancs et nuls | Blancs et nuls  | Blancs et nuls | 178          | 5,41         |
| Exprimés       | Exprimés        | Exprimés       | 3 110        | 94,59        |

### Canton de Montoire-sur-le-Loir
| Candidats      | Candidats         | Étiquette      | Premier tour | Premier tour | Second tour | Second tour |
| Candidats      | Candidats         | Étiquette      | Voix         | %            | Voix        | %           |
| -------------- | ----------------- | -------------- | ------------ | ------------ | ----------- | ----------- |
|                | Michel Cureau     | PS             | 1 771        | 38,16        | 2 841       | 58,65       |
|                | Hubert Bretheau*  | UDF            | 1 323        | 28,51        | 2 003       | 41,35       |
|                | Jean-Yves Narquin | UMP            | 713          | 15,36        |             |             |
|                | Francis Hardy     | FN             | 578          | 12,45        |             |             |
|                | Michel Pichot     | PCF            | 256          | 5,52         |             |             |
|                |                   |                |              |              |             |             |
| Inscrits       | Inscrits          | Inscrits       | 7 256        | 100,00       | 7 256       | 100,00      |
| Abstention     | Abstention        | Abstention     | 2 363        | 32,57        | 2 102       | 28,97       |
| Votants        | Votants           | Votants        | 4 893        | 67,43        | 5 154       | 71,03       |
| Blancs et nuls | Blancs et nuls    | Blancs et nuls | 252          | 5,15         | 310         | 6,01        |
| Exprimés       | Exprimés          | Exprimés       | 4 641        | 94,85        | 4 844       | 93,99       |

### Canton de Montrichard
| Candidats      | Candidats            | Étiquette      | Premier tour | Premier tour |
| Candidats      | Candidats            | Étiquette      | Voix         | %            |
| -------------- | -------------------- | -------------- | ------------ | ------------ |
|                | Jean-Marie Janssens* | UDF            | 3 910        | 50,26        |
|                | Marie-Yvonne Chollet | PS             | 1 429        | 18,37        |
|                | Patrick Maupu        | DVD            | 981          | 12,61        |
|                | Jim Barbot           | FN             | 930          | 11,96        |
|                | Jacky Deforges       | DVG            | 449          | 5,77         |
|                | Dominique Catteeuw   | SE             | 80           | 1,03         |
|                |                      |                |              |              |
| Inscrits       | Inscrits             | Inscrits       | 11 747       | 100,00       |
| Abstention     | Abstention           | Abstention     | 3 713        | 31,61        |
| Votants        | Votants              | Votants        | 8 034        | 68,39        |
| Blancs et nuls | Blancs et nuls       | Blancs et nuls | 255          | 3,17         |
| Exprimés       | Exprimés             | Exprimés       | 7 779        | 96,83        |

### Canton de Neung-sur-Beuvron
| Candidats      | Candidats        | Étiquette      | Premier tour | Premier tour |
| Candidats      | Candidats        | Étiquette      | Voix         | %            |
| -------------- | ---------------- | -------------- | ------------ | ------------ |
|                | Claude Beaufils* | UMP            | 1 503        | 55,65        |
|                | Hervé Mesnager   | PRG            | 591          | 21,88        |
|                | Hugues Monteil   | FN             | 522          | 19,33        |
|                | Gérard Viginier  | EXD            | 85           | 3,15         |
|                |                  |                |              |              |
| Inscrits       | Inscrits         | Inscrits       | 4 359        | 100,00       |
| Abstention     | Abstention       | Abstention     | 1 518        | 34,82        |
| Votants        | Votants          | Votants        | 2 841        | 65,18        |
| Blancs et nuls | Blancs et nuls   | Blancs et nuls | 140          | 4,93         |
| Exprimés       | Exprimés         | Exprimés       | 2 701        | 95,07        |

### Canton d'Ouzouer-le-Marché
| Candidats      | Candidats         | Étiquette      | Premier tour | Premier tour | Second tour | Second tour |
| Candidats      | Candidats         | Étiquette      | Voix         | %            | Voix        | %           |
| -------------- | ----------------- | -------------- | ------------ | ------------ | ----------- | ----------- |
|                | Bernard Dutray*   | UDF            | 1 077        | 38,41        | 1 334       | 47,83       |
|                | Jean-Paul Bediou  | DVD            | 707          | 25,21        | 1 055       | 37,83       |
|                | Hervé Metrard     | FN             | 396          | 14,12        | 400         | 14,34       |
|                | Frédéric Pinto    | Verts          | 279          | 9,95         |             |             |
|                | Bruno Salvador    | PCF            | 193          | 6,88         |             |             |
|                | Jean-Michel Venot | SE             | 152          | 5,42         |             |             |
|                |                   |                |              |              |             |             |
| Inscrits       | Inscrits          | Inscrits       | 3 895        | 100,00       | 3 895       | 100,00      |
| Abstention     | Abstention        | Abstention     | 988          | 25,37        | 947         | 24,31       |
| Votants        | Votants           | Votants        | 2 907        | 74,63        | 2 948       | 75,69       |
| Blancs et nuls | Blancs et nuls    | Blancs et nuls | 103          | 3,54         | 159         | 5,39        |
| Exprimés       | Exprimés          | Exprimés       | 2 804        | 96,46        | 2 789       | 94,61       |

### Canton de Romorantin-Lanthenay-Nord
| Candidats      | Candidats           | Étiquette      | Premier tour | Premier tour |
| Candidats      | Candidats           | Étiquette      | Voix         | %            |
| -------------- | ------------------- | -------------- | ------------ | ------------ |
|                | Jeanny Lorgeoux*    | PS             | 2 800        | 52,99        |
|                | Patricia Vercoutere | UMP            | 1 200        | 22,71        |
|                | Robert Limelette    | FN             | 990          | 18,74        |
|                | Yannick Griveau     | PCF            | 294          | 5,56         |
|                |                     |                |              |              |
| Inscrits       | Inscrits            | Inscrits       | 8 916        | 100,00       |
| Abstention     | Abstention          | Abstention     | 3 376        | 37,86        |
| Votants        | Votants             | Votants        | 5 540        | 62,14        |
| Blancs et nuls | Blancs et nuls      | Blancs et nuls | 256          | 4,62         |
| Exprimés       | Exprimés            | Exprimés       | 5 284        | 95,38        |

### Canton de Romorantin-Lanthenay-Sud
| Candidats      | Candidats            | Étiquette      | Premier tour | Premier tour | Second tour | Second tour |
| Candidats      | Candidats            | Étiquette      | Voix         | %            | Voix        | %           |
| -------------- | -------------------- | -------------- | ------------ | ------------ | ----------- | ----------- |
|                | Jean-Marie Bisson*   | UMP            | 1 702        | 41,42        | 1 880       | 44,89       |
|                | Michel Guimonet      | PS             | 1 175        | 28,60        | 1 630       | 38,92       |
|                | Alain Retsin         | FN             | 756          | 18,40        | 678         | 16,19       |
|                | Jean-Claude Delanoue | PCF            | 268          | 6,52         |             |             |
|                | Maryline Kergreis    | EXG            | 208          | 5,06         |             |             |
|                |                      |                |              |              |             |             |
| Inscrits       | Inscrits             | Inscrits       | 6 831        | 100,00       | 6 831       | 100,00      |
| Abstention     | Abstention           | Abstention     | 2 524        | 36,95        | 2 477       | 36,26       |
| Votants        | Votants              | Votants        | 4 307        | 63,05        | 4 354       | 63,74       |
| Blancs et nuls | Blancs et nuls       | Blancs et nuls | 198          | 4,60         | 166         | 3,81        |
| Exprimés       | Exprimés             | Exprimés       | 4 109        | 95,40        | 4 188       | 96,19       |

### Canton de Salbris
| Candidats      | Candidats           | Étiquette      | Premier tour | Premier tour | Second tour | Second tour |
| Candidats      | Candidats           | Étiquette      | Voix         | %            | Voix        | %           |
| -------------- | ------------------- | -------------- | ------------ | ------------ | ----------- | ----------- |
|                | Michel Leroux*      | UDF            | 1 676        | 26,63        | 3 500       | 55,55       |
|                | Michel Deloddere    | PS             | 1 102        | 17,51        | 2 801       | 44,45       |
|                | Gérard Chopin       | DVD            | 870          | 13,82        |             |             |
|                | Paul Pelletier      | FN             | 865          | 13,75        |             |             |
|                | Jean-Charles Daveau | PRG            | 642          | 10,20        |             |             |
|                | Daniel Moginot      | DVD            | 631          | 10,03        |             |             |
|                | Jean Martin         | EXG            | 250          | 3,97         |             |             |
|                | Éric André          | DVG            | 159          | 2,53         |             |             |
|                | Romane Ladureau     | EXD            | 98           | 1,56         |             |             |
|                |                     |                |              |              |             |             |
| Inscrits       | Inscrits            | Inscrits       | 10 925       | 100,00       | 10 926      | 100,00      |
| Abstention     | Abstention          | Abstention     | 4 258        | 38,97        | 4 076       | 37,31       |
| Votants        | Votants             | Votants        | 6 667        | 61,03        | 6 850       | 62,69       |
| Blancs et nuls | Blancs et nuls      | Blancs et nuls | 374          | 5,61         | 549         | 8,01        |
| Exprimés       | Exprimés            | Exprimés       | 6 293        | 94,39        | 6 301       | 91,99       |

### Canton de Savigny-sur-Braye
| Candidats      | Candidats        | Étiquette      | Premier tour | Premier tour | Second tour | Second tour |
| Candidats      | Candidats        | Étiquette      | Voix         | %            | Voix        | %           |
| -------------- | ---------------- | -------------- | ------------ | ------------ | ----------- | ----------- |
|                | Bernard Bonhomme | DVD            | 624          | 21,05        | 1 260       | 42,32       |
|                | Solange Vanier   | UMP            | 546          | 18,42        | 723         | 24,29       |
|                | Brigitte Dubayle | DVG            | 499          | 16,84        | 994         | 33,39       |
|                | Pascale Tetot    | FN             | 395          | 13,33        |             |             |
|                | Michel Deniau    | DVD            | 372          | 12,55        |             |             |
|                | Joan Breton      | DVG            | 334          | 11,27        |             |             |
|                | Alain Lombard    | EXG            | 99           | 3,34         |             |             |
|                | Michel Allard    | PCF            | 95           | 3,21         |             |             |
|                |                  |                |              |              |             |             |
| Inscrits       | Inscrits         | Inscrits       | 4 632        | 100,00       | 4 632       | 100,00      |
| Abstention     | Abstention       | Abstention     | 1 538        | 33,20        | 1 476       | 31,87       |
| Votants        | Votants          | Votants        | 3 094        | 66,80        | 3 156       | 68,13       |
| Blancs et nuls | Blancs et nuls   | Blancs et nuls | 130          | 4,20         | 179         | 5,67        |
| Exprimés       | Exprimés         | Exprimés       | 2 964        | 95,80        | 2 977       | 94,33       |

### Canton de Vendôme-2
| Candidats      | Candidats         | Étiquette      | Premier tour | Premier tour | Second tour | Second tour |
| Candidats      | Candidats         | Étiquette      | Voix         | %            | Voix        | %           |
| -------------- | ----------------- | -------------- | ------------ | ------------ | ----------- | ----------- |
|                | Philippe Degeyne* | PS             | 2 124        | 31,64        | 3 398       | 48,88       |
|                | André Gibotteau   | UDF            | 2 107        | 31,39        | 3 554       | 51,12       |
|                | Bernard Pinsard   | FN             | 789          | 11,76        |             |             |
|                | Jacky Saussereau  | DVD            | 600          | 8,94         |             |             |
|                | Philippe Defrene  | UMP            | 496          | 7,39         |             |             |
|                | Fabrice Langlais  | EXG            | 316          | 4,71         |             |             |
|                | Gisèle Vedovati   | PCF            | 280          | 4,17         |             |             |
|                |                   |                |              |              |             |             |
| Inscrits       | Inscrits          | Inscrits       | 11 093       | 100,00       | 11 084      | 100,00      |
| Abstention     | Abstention        | Abstention     | 4 033        | 36,36        | 3 648       | 32,91       |
| Votants        | Votants           | Votants        | 7 060        | 63,64        | 7 436       | 67,09       |
| Blancs et nuls | Blancs et nuls    | Blancs et nuls | 348          | 4,93         | 484         | 6,51        |
| Exprimés       | Exprimés          | Exprimés       | 6 712        | 95,07        | 6 952       | 93,49       |